# Daniel, Tyrolen
Daniel är en bergstopp i Österrike.   Den ligger i distriktet Reutte och förbundslandet Tyrolen, i den västra delen av landet, 400 km väster om huvudstaden Wien. Toppen på Daniel är 2 340 meter över havet, eller 1 230 meter över den omgivande terrängen. Bredden vid basen är 11,3 km.
Terrängen runt Daniel är huvudsakligen bergig, men åt nordost är den kuperad. Närmaste större samhälle är Reutte, 13,5 km väster om Daniel. 
I omgivningarna runt Daniel växer i huvudsak barrskog. Runt Daniel är det ganska glesbefolkat, med 34 invånare per kvadratkilometer.